# Psittacula wardi
Psittacula wardi е изчезнал вид птица от семейство Psittaculidae. Обитавал е Сейшелските острови.

## Разпространение
Видът е разпространен в Сейшелите.